# 科科羅特市

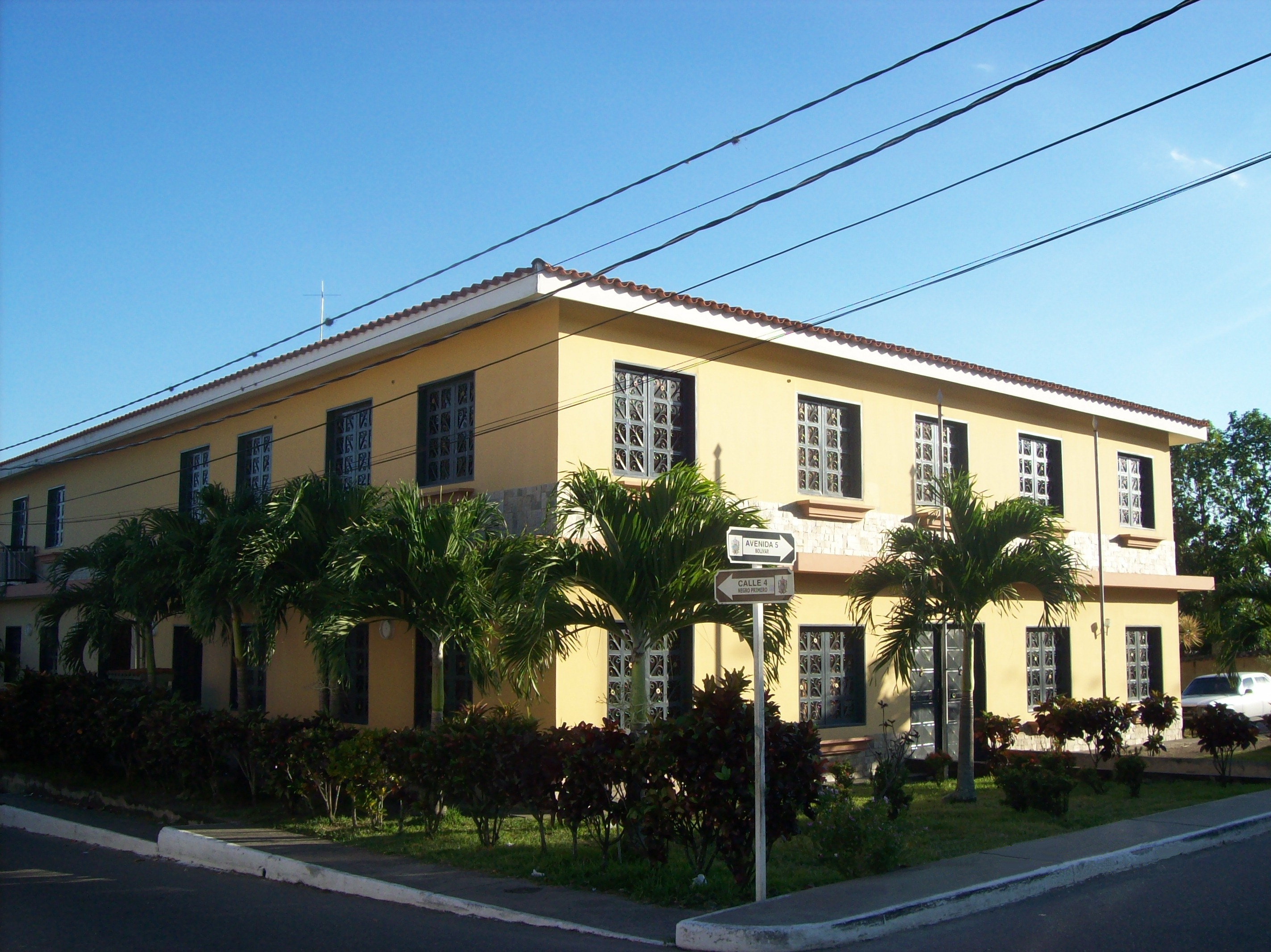

科科羅特市（西班牙語：Municipio Cocorote），是委內瑞拉的一個市，位於該國西部亞拉奎州，首府設於科科羅特，面積135平方公里，2011年人口41,481，人口密度每平方公里307.27人。
10°19′21″N 68°46′29″W / 10.32250°N 68.77472°W